# Nicolae Uică
Nicolae Uică (n. 2 februarie 1878, Giurgiu, Vlașca, România – d. 22 iulie 1940, București, România) a fost un politician și general român, care a îndeplinit funcțiile de
comandant al Corpului Grănicerilor (1 iulie 1931 - 15 noiembrie 1933) și de ministru al apărării naționale (14 noiembrie 1933 - 1 iunie 1934).

## Biografie
A urmat cursurile Școlii de ofițeri de infanterie, pe care le-a absolvit în anul 1899.
Grade: sublocotenent - 01.07.1899, locotenent - 10.05.1904, căpitan - 10.05.1908, maior - 01.04.1914, locotenent-colonel - 01.11.1915, colonel - 01.09.1917, general de brigadă - 01.01.1924, general de divizie - 10.01.1924, trecut în rezervă - 15.02.1938.
În perioada 1 iulie 1931 - 15 noiembrie 1933 generalul de corp de armată Nicolae Uică a fost comandantul Corpului Grănicerilor. În această perioadă a fost fondată revista Grănicerul, publicație lunară pentru educația militarilor grăniceri, care a apărut începând de la 1 aprilie 1932. Generalul Uică a fost președinte al Comitetului de Direcție al revistei.
Generalul Uică a îndeplinit apoi funcția de ministru de război în guvernele liberale conduse de Ion Gh. Duca și Gheorghe Tătărescu (14 noiembrie 1933 – 1 iunie 1934).
Mai mult decît atât, intervențiile directe ale lui Nicolae Titulescu, după asasinarea lui Duca, intervenții care au fost și mai vizibile, conțineau și problema Antonescu. Ministrul de Externe român s-a întâlnit cu Dinu Brătianu, înainte de a se duce la Palat și a-i cere imperios regelui gonirea lui Puiu Dumitrescu, destituirea tatălui acestuia de la Jandarmerie, destituirea generalului Stîngaciu de la Siguranță, a lui Gavrilă Marinescu de la Prefectura Poliției Capitalei și înlocuirea ministrului Apărării, a generalului de divizie Uică Nicolae, cu generalul de brigada Ion Antonescu. 
Cu toate că regele a cedat la prima întrevedere cu Titulescu, la următoarea, ținută la interval de două zile, Carol a refuzat 
să-l schimbe, cu Antonescu, pe generalul Uică.
Biserica Sf. Nicolae din Vișeul de Sus este ctitoria generalului Uică (Istoria locală orală consemnează că generalul Nicolae Uică a venit în Vișeu la Regimentul 7 Grăniceri – Compania 1-a Grăniceri Pază Vișeu, în inspecție. După inspecție a cerut să vadă biserica ortodoxă. A fost dus la capelă unde s-a întâlnit cu preotul. Văzând că nu există biserică, generalul s-a hotărât ca în memoria fiicei lui Marioara, trecută la Domnul prea timpuriu, să construiască biserica din banii zestrei copilei.

## Fotogalerie

Generalul Nicolae Uică